# 扎博勒
扎博勒（羅馬化：Zābol），中國古稱疾陵城或陵城，位于伊朗东部邻近阿富汗边境处，是锡斯坦-俾路支斯坦省的一座城市。原名锡斯坦、尼姆鲁兹等，于1920年代末由礼萨汗国王改名为扎博勒。2005年人口约13万，至2006年，人口为130,642人，共27,867户。。当地使用一种近似达里语的方言，称锡斯坦方言（Sistani），俾路支人则使用俾路支语。当地有扎博勒大学及扎博勒医药科学大学两所大学。设有一个地方性的机场。有道路通往阿富汗的扎兰季。扎博勒地区以“120日风”（bād-e sad-o-bist-roz）出名，这种沙尘暴在夏季出现，由北向南吹。